# 新興科學引文索引
新兴科學引文索引是汤姆森·路透社 （ Thomson Reuters）自2015年開始發布的引用索引，目前由科睿唯安编制的引文索引 。据出版商表示，该索引乃納入「具有地区重要性和新兴科学领域的同儕審查刊物」。 
新興科學引文索引与扩展的科学引文索引 ， 社会科学引文索引以及艺术和人文引文索引一樣，可以經由Web of Science查詢新兴资源引文索引。  

## 纳入标准
纳入新兴来源引文索引的期刊標準如下： 
- 同儕審查
- 遵循道德出版规范
- 符合技术要求
- 有英文书目資料
- 由Web of Science之學術界使用者推荐或要求

## 批评
杰弗里·比尔 （ Jeffrey Beall）认为，在科睿唯安推出的数据库中，「新兴来源引文索引」是最容易進入的，因此它包含许多掠夺性期刊 。  